# Gubernator generalny Tajwanu

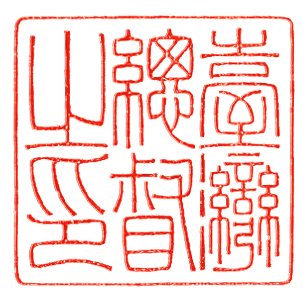
Pieczęć gubernatora Tajwanu

Generalny gubernator Tajwanu, Taiwan Sōtokufu (jap. 臺灣總督) – najwyższy przedstawiciel władz Cesarstwa Japonii na Tajwanie, w okresie, gdy wyspa była japońską kolonią (1895–1945).
Z 19 japońskich gubernatorów generalnych pierwszych siedmiu było wojskowymi, następnych dziewięciu (w latach 1919–1937) – cywilami, a po wybuchu II wojny chińsko-japońskiej i związanej z tym militaryzacji wyspy, ostatnich trzech ponownie wywodziło się z kręgów wojskowych. Gubernator był szefem administracji na wyspie, wydawał rozkazy lokalnym siłom zbrojnym, kształtował politykę kolonialną na wyspie i miał prawo wydawać zarządzenia, które miały równą moc, co prawa wydawane w metropolii.
Na mocy tzw. zarządzenia nr 63, miał zarówno możliwość stanowienia prawa dla wyspy, bez konieczności jego akceptacji przez stolicę, jak i jego egzekucji. To połączenie władzy ustawodawczej i wykonawczej naruszało prerogatywy Zgromadzenia Narodowego, dlatego gubernator musiał corocznie zwracać się o przedłużenie tych uprawnień (w 1920 przedłużono mu je bezterminowo).

## Lista gubernatorów[1][3][4]
| Portret | Tytuł, imię i nazwisko       | Znaki i wymowa                         | Stopień lub stanowisko | Służba                                            | Inne stanowiska                                                     | Okres pełnienia funkcji                  |
| ------- | ---------------------------- | -------------------------------------- | ---------------------- | ------------------------------------------------- | ------------------------------------------------------------------- | ---------------------------------------- |
|         | wicehrabia Sukenori Kabayama | Kabayama Sukenori (jap. 樺山資紀)      | admirał                | Japońska Cesarska Marynarka Wojenna               | minister spraw wewnętrznych (1896–1898)                             | 21 maja 1895 – czerwiec 1896             |
|         | wicehrabia Tarō Katsura      | Katsura Tarō (jap. 桂太郎)             | generał-porucznik      | Cesarska Armia Japońska                           | premier (1901–1906; 1908–1911; 1912–1913)                           | 2 czerwca 1896 – październik 1896        |
|         | baron Maresuke Nogi          | Nogi Maresuke (jap. 乃木希典)          | generał-porucznik      | Cesarska Armia Japońska                           | –                                                                   | 14 października 1896 – styczeń/luty 1898 |
|         | baron Gentarō Kodama         | Kodama Gentarō (jap. 兒玉源太郎)       | generał-porucznik      | Cesarska Armia Japońska                           | minister armii (1900–1902), minister spraw wewnętrznych (1902–1903) | 26 lutego 1898 – kwiecień 1906           |
|         | wicehrabia Samata Sakuma     | Sakuma Samata (jap. 佐久間左馬太)      | generał                | Cesarska Armia Japońska                           | –                                                                   | 15 kwietnia 1906 – maj 1915              |
|         | baron Sadayoshi Andō         | Andō Sadayoshi (jap. 安東貞美)         | generał                | Cesarska Armia Japońska                           | –                                                                   | maj 1915 – czerwiec 1918                 |
|         | Motojirō Akashi              | Akashi Motojirō (jap. 明石元二郎)      | generał-porucznik      | Cesarska Armia Japońska                           | wcześniej dowódca japońskiego garnizonu w Korei                     | czerwiec 1918 – październik 1919         |
|         | baron Kenjirō Den            | Den Kenjirō (jap. 田健治郎)            | –                      | członek gabinetu Masatake Terauchiego (1916–1918) | minister sprawiedliwości (1923), minister rolnictwa (1923)          | październik 1919 – wrzesień 1923         |
|         | Kakichi Uchida               | Uchida Kakichi (jap. 內田嘉吉)         | parlamentarzysta       | Izba Parów                                        | poprzednio superintendent Tajwanu (1910–1915)                       | 6 września 1923 – wrzesień 1924          |
|         | Izawa Takio                  | Takio Izawa (jap. 伊澤多喜男)          | parlamentarzysta       | Izba Parów                                        | późniejszy mer Tokio                                                | 1 września 1924 – lipiec 1926            |
|         | Mitsunoshin Kamiyama         | Kamiyama Mitsunoshin (jap. 上山滿之進) | parlamentarzysta       | Izba Parów                                        | literat                                                             | 16 lipca 1926 – czerwiec 1928            |
|         | Takeji Kawamura              | Kawamura Takeji (jap. 川村竹治)        | parlamentarzysta       | Izba Parów                                        | wcześniej dyrektor ds. wewnętrznych gub. Sakumy                     | 16 czerwca 1926 – lipiec 1929            |
|         | Eizō Ishizuka                | Ishizuka Eizō (jap. 石塚英藏)          | parlamentarzysta       | Izba Parów                                        | główny doradca gub. Kodamy                                          | 30 lipca 1929 – styczeń 1931             |
|         | Masahiro Ōta                 | Ōta Masahiro (jap. 太田政弘)           | naczelnik              | Kwantuńskie Terytorium Powiernicze                | –                                                                   | 16 stycznia 1931 – marzec 1932           |
|         | Hiroshi Minami               | Minami Hiroshi (jap. 南弘)             | parlamentarzysta       | Izba Parów                                        | minister poczty (1923–1924)                                         | 2 marca 1932 – maj 1932                  |
|         | Kenzō Nakagawa               | Nakagawa Kenzō (jap. 中川健蔵)         | wiceminister           | Ministerstwo Edukacji                             | –                                                                   | 27 maja 1932 – wrzesień 1936             |
|         | Seizō Kobayashi              | Kobayashi Seizō (jap. 小林躋造)        | admirał                | Japońska Cesarska Marynarka Wojenna               | –                                                                   | wrzesień 1936 – listopad 1940            |
|         | Kiyoshi Hasegawa             | Hasegawa Kiyoshi (jap. 長谷川清)       | admirał                | Japońska Cesarska Marynarka Wojenna               | –                                                                   | 16 grudnia 1940 – grudzień 1944          |
|         | Rikichi Andō                 | Andō Rikichi (jap. 安藤利吉)           | generał                | Cesarska Armia Japońska                           | komendant garnizonu Tajwan                                          | grudzień 1944 – 21 października 1945     |